# كافيه نيرو
كافيه نيرو سلسلة محلات قهوة أوروبية مقرها في لندن، تمتلك أكثر من 800 فرع وتأسست عام 1997 . انضمت عام 2001 إلىسوق لندن للأوراق الماليةولاقت نجاحا سريعا في بداياتها. في عام 2007 توسعت الشركة عالميا بداية فيتركياثم في افتتاح أول فرع في الإمارات سنة 2009.